# Quan hệ Hoa Kỳ – Việt Nam
Quan hệ ngoại giao giữa Hoa Kỳ và Việt Nam bắt đầu từ thế kỷ 19 dưới thời Tổng thống Hoa Kỳ Andrew Jackson. Trong Chiến tranh thế giới thứ hai, Hoa Kỳ bí mật hỗ trợ Việt Minh chống lại Đế quốc Nhật Bản ở mặt trận Đông Dương, mặc dù một liên minh chính thức vẫn chưa được thành lập. Sau khi Liên bang Đông Dương tan rã, năm 1954, Hoa Kỳ ủng hộ Việt Nam Cộng hòa chống lại Việt Nam Dân chủ Cộng hòa trong Chiến tranh Việt Nam. Năm 1973, Hoa Kỳ rút quân khỏi Việt Nam và sau đó là sự sụp đổ của Việt Nam Cộng hòa vào năm 1975, Hoa Kỳ áp dụng nhiều lệnh cấm vận thương mại và cắt đứt mối quan hệ với Việt Nam, chủ yếu là do lo ngại liên quan đến thuyền nhân Việt Nam hay vấn đề tù binh, quân nhân mất tích trong chiến tranh Việt Nam. Những nỗ lực tái thiết lập quan hệ giữa hai nước vẫn không được thực hiện trong nhiều thập kỷ. Năm 1994, Hoa Kỳ dỡ bỏ lệnh cấm vận thương mại đối với Việt Nam. Tổng thống Hoa Kỳ Bill Clinton và Thủ tướng Việt Nam Võ Văn Kiệt chính thức tuyên bố thiết lập mối quan hệ ngoại giao Hoa Kỳ - Việt Nam vào ngày 11 tháng 7 năm 1995. Quan hệ giữa hai nước tiếp tục được cải thiện trong thế kỷ 21.
Việt Nam hiện được coi là một đồng minh tiềm năng của Hoa Kỳ, đặc biệt trong bối cảnh địa chính trị liên quan đến các tranh chấp ở biển Đông và ngăn chặn Trung Quốc. Ngoài ra, Việt Nam là một trong những nước có dư luận ủng hộ Hoa Kỳ nhất và là nước duy nhất theo chủ nghĩa Marx-Lenin có quan điểm thuận lợi như vậy. Kể từ khi bình thường hóa quan hệ vào năm 1995, các tổng thống Hoa Kỳ đều đến thăm Việt Nam ít nhất một lần, nhấn mạnh tầm quan trọng của Việt Nam trong chính sách xoay trục sang châu Á của Hoa Kỳ, những chuyến thăm này rất được người dân Việt Nam hoan nghênh bất chấp những khác biệt về chính trị. Hai nước thường xuyên mở rộng trao đổi chính trị, đối thoại về nhân quyền và an ninh khu vực. Tháng 7 năm 2000, hai nước ký kết Hiệp định Thương mại song phương và bắt đầu có hiệu lực từ tháng 12 năm 2001. Đến tháng 12 năm 2006, Hoa Kỳ chấp thuận Quy chế Quan hệ Thương mại Bình thường Vĩnh viễn (PNTR) cho Việt Nam.
Ngày 25 tháng 7 năm 2013, Việt Nam và Hoa Kỳ xác lập quan hệ Đối tác toàn diện Việt Nam - Hoa Kỳ. Ngày 10 tháng 9 năm 2023, trong chuyến thăm Việt Nam của Tổng thống Joe Biden theo lời mời của Tổng Bí thư Nguyễn Phú Trọng, hai bên chính thức nâng cấp quan hệ lên mức Đối tác Chiến lược Toàn diện, lần đầu tiên Việt Nam nâng cấp quan hệ đối tác với một quốc gia từ mức Đối tác Toàn diện lên thẳng mức cao nhất Đối tác Chiến lược Toàn diện, bỏ qua mức Đối tác Chiến lược.

Đại sứ quán Hoa Kỳ tại Việt Nam đặt tại thủ đô Hà Nội, cùng với tổng lãnh sự quán tại Thành phố Hồ Chí Minh. Đại sứ quán Việt Nam tại Hoa Kỳ hiện đặt tại thủ đô Washington, D.C. và tổng lãnh sự quán ở San Francisco.

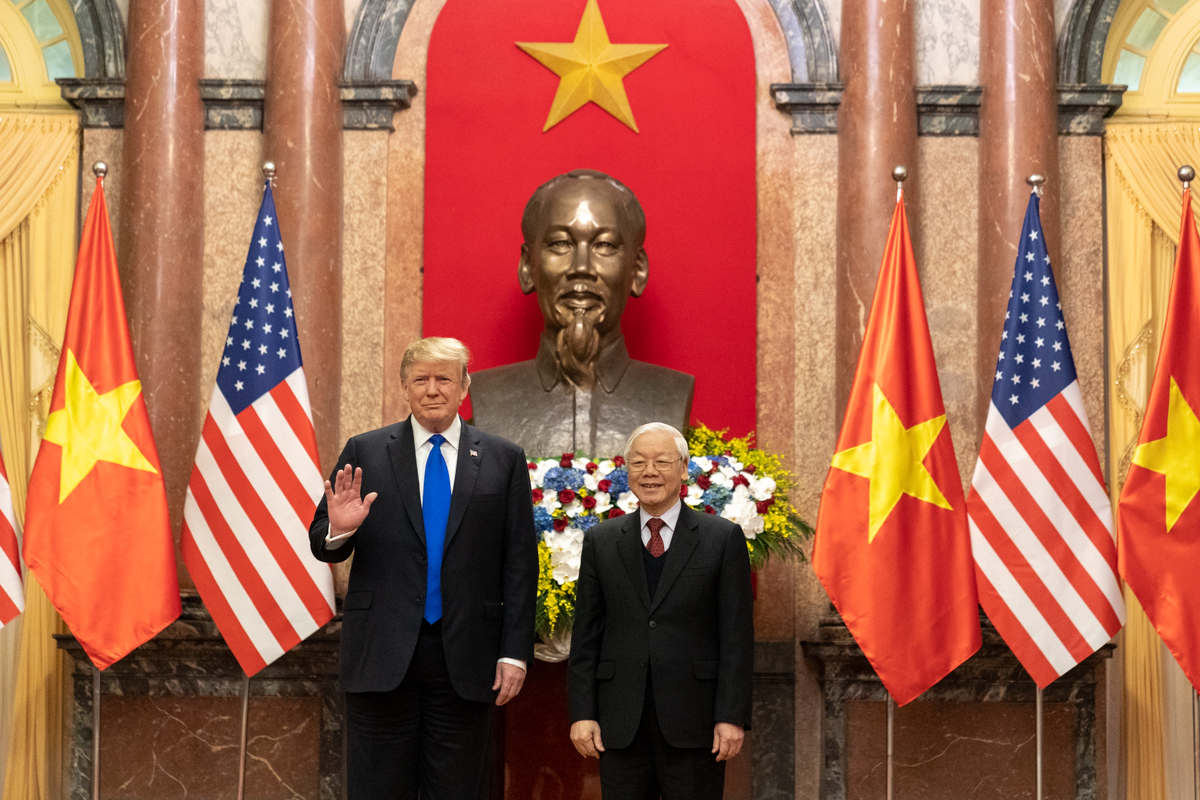
Tổng thống Hoa Kỳ Donald Trump và Tổng Bí thư, Chủ tịch nước Nguyễn Phú Trọng tại Phủ Chủ tịch ở Hà Nội, ngày 27 tháng 2 năm 2019

## Lịch sử

### Trước thế kỷ 20
Tháng 7 năm 1787, đại sứ Hoa Kỳ tại Pháp Thomas Jefferson chú ý đến các loại lúa gạo tốt có xuất xứ từ Cochin China (tên gọi tiếng Pháp của Việt Nam đương thời). Ông thậm chí còn tiếp cận hoàng tử Cảnh để thu thập các giống lúa đó và tìm cách gieo trồng chúng ở Paris.
Năm 1803, thuyền trưởng Jeremiah Briggs nhận nhiệm vụ đến Việt Nam trên con tàu Fame từ Salem, Massachusetts. Sau khi cập thuyền ở Turon Đà Nẵng, ông đi thuyền nhỏ ra Huế xin vua Gia Long cho thông thương. Gia Long cho phép thông thương nhưng tỏ thái độ tức tối vì cho rằng thuyền buôn Hoa Kỳ từ đầu muốn đến thông thương với Tây Sơn, bởi lẽ Gia Long mới lên ngôi có 6 tháng mà thuyền Hoa Kỳ thì đã khởi hành trước đó.
Các chuyến tàu thương mại tiếp theo của Hoa Kỳ ghé Việt Nam là: tàu Marmion của thuyền trưởng Oliver Blanchard đến từ Boston, Oliver không may bệnh và chết khi chưa kịp rời Việt Nam; tàu Beverly (chung chủ với tàu Marmion) của John Gardner; tàu Aurora của Robert Gould từ Salem, Massachusetts.
Một trong những cuộc tiếp xúc đầu tiên giữa người Mỹ và Việt là vào năm 1819 khi thương nhân John White, mà sử Việt ghi lại là "Hôn Viết" chỉ huy tàu buôn Franklin vào "Canjeo" (cửa Cần Giờ) ngày 7 Tháng 6 với ý định lên Sài Gòn buôn bán. Quan địa phương cho biết triều đình Huế đòi thuyền phải ra Đà Nẵng chứ không được ghé Sài Gòn. White vì công việc khác lại phải sang Philippines nên đến 25 Tháng 9 mới trở lại Cần Giờ. Lần này có lệnh cho phép lên Sài Gòn. Ngày 7 Tháng 10 tàu bỏ neo ở Sài Gòn rồi White nán lại đó ba tháng đến 30 Tháng Giêng 1820 mới rời Việt Nam. Ông có ghi lại mọi sự việc trong thời gian ở sang Việt Nam trong cuốn sách tựa A Voyage to Cochin-China.
Cuộc tiếp xúc chính thức giữa chính phủ hai nước thì mãi đến năm 1829, khi Tổng thống Andrew Jackson mới lên nhậm chức thì Bộ Ngoại giao Mỹ cử phái bộ do Edmund Roberts (sử sách Việt ghi là "Nghĩa-đức-môn La-bách") và Đại úy David Geisinger ("Đức-giai Tâm-gia") mang theo dự thảo hiệp định thương mại hầu tìm cách thông thương với nước Cochinchina (Việt Nam).

Tháng 1 năm 1833 chiến hạm Peacock chở phái bộ đến Vũng Lấm (nay thuộc Phú Yên). Sau nhiều ngày thảo luận với đại diện Việt Nam là Ngoại lang Nguyễn Tri Phương và Tư vụ Lý Văn Phức, hiệp định thương mại vẫn không thành. Theo lời của Edmund Roberts thì việc không thành là hoàn toàn do lỗi triều đình nhà Nguyễn, với các thủ tục ngoại giao quá rườm rà, quan chức ủy quyền thương thuyết thì không có ý kiến rõ ràng, lại hay lảng tránh các câu hỏi trực diện do Mỹ nêu ra. Phía Việt Nam tỏ ra quá dè dặt, thận trọng và có thái độ nghi kỵ. Các phái viên của triều Nguyễn không đồng ý ký Hiệp định chủ yếu vì vấn đề hình thức văn bản. Họ cho rằng những lời lẽ viết trong dự thảo hiệp định không tuân thủ những quy thức tôn kính khi tâu vua Việt Nam. Họ cũng cho rằng Tổng thống Hoa Kỳ được bầu ra và có nhiệm kỳ nên Tổng thống Mỹ không tương xứng với Hoàng đế Việt Nam. Sử liệu Việt Nam thì nói rằng Ngoại lang Nguyễn Tri Phương và Tư vụ Lý Văn Phức sau khi nghe dịch nội dung quốc thư của Tổng thống Mỹ và dự thảo của hiệp định thương mại, thấy không hợp cách thức nên đã không trình lên vua rồi viết thư trả lời rằng Hoàng đế Việt Nam không ngăn cản buôn bán, nhưng phải tuân theo pháp luật Việt Nam. Tàu Mỹ phải đến Đà Nẵng, không được phép lên bờ. Nhận được thư này, phái đoàn của Edmund Roberts rời Việt Nam.
Nhâm thìn, năm Minh Mệnh thứ 13, mùa đông, tháng 11 [tháng 1-1833]
Quốc trưởng nước Nhã Di Lý (nước này ở Tây dương, hoặc gọi Hoa Kỳ, hoặc gọi là Ma Ly Căn [America], hoặc gọi là Anh Cát Lợi Mới [New England] đều là biệt hiệu nước ấy) sai bọn bề tôi là Nghĩa Đức Môn La Bách Đại [Edmund Roberts], Uý Đức Giai Tâm Gia [David Geisinger] (tên hai người) đem quốc thư xin thông thương thuyền ở cửa Vụng Lấm [Vũng Lấm] thuộc Phú Yên. Vua sai viên Ngoại lang Nguyễn Tri Phương, Tư vụ Lý Văn Phức đi hội với quan tỉnh, lên trên thuyền thết tiệc và hỏi ý họ đến đây làm gì. Họ nói: "Chỉ đến vì muốn giao hiếu và thông thương" nói năng rất cung kính. Đến lúc dịch thư ra có nhiều chỗ không hợp thể thức.

Vua bảo không cần đệ trình thư ấy. Rồi cho quan quyền lĩnh chức Thương bạc làm tờ trả lời. Đại lược nói: "Nước ấy muốn xin thông thương, cố nhiên là ta không ngăn trở, nhưng phải tuân theo pháp luật đã định. Từ nay, nếu có đến buôn bán thì cho đỗ ở vụng Trà Sơn, tấn sở Đà Nẵng, không được lên bờ làm nhà, vượt quá kỷ luật, rồi giao thư cho họ mà bảo họ đi".
Năm 1836, phái đoàn của Edmund Roberts một lần nữa lại ghé Việt Nam qua ngã Đã Nẵng. Tuy nhiên, Đặc sứ Roberts lâm bệnh nặng nên không thể trao đổi với các quan chức Việt Nam. Edmund Roberts mất tại Ma Cao ngày 12 tháng 6 năm 1836.
Bính Dần, Minh Mệnh năm thứ 17 [1836], Binh thuyền Ma Li Căn [America] đậu ở vũng Trà Sơn thuộc Đà Nẵng, Quảng Nam, nói có quốc thư cầu thông đạt, xin vào chầu. Quan tỉnh đem việc tâu lên. Vua hỏi Thị lang bộ Hộ Đào Trí Phú rằng: "Xem tình ý lời lẽ của họ tỏ ra cung thuận, vậy có nên nhận hay không?" [Trí Phú] thưa: "Họ là người nước ngoài, tình ý giả dối cũng chưa biết chừng. Thần tưởng hãy cho họ vào Kinh, lưu ở công quán Thương bạc, phái người đến khoản đãi để thăm dò cái ý họ đến". Thị lang Nội các Hoàng Quýnh tâu nói: "Nước họ xảo quyệt muôn mặt, nên cự tuyệt đi. Một khi dung nạp sợ để lo cho đời sau. Người xưa đóng cửa ải Ngọc Quan, tạ tuyệt Tây Vực, thực là chước hay chống cự Nhung Địch". Vua nói: "Họ xa cách trùng dương trên 40000 dặm, nay ngưỡng mộ uy đức triều đình mà đến sao lại cự tuyệt, chẳng hoá tỏ cho người ta thấy mình không rộng rãi ư?". Liền sai Đào Trí Phú cùng với Thị lang bộ Lại Lê Bá Tú, làm thuộc viên Thương bạc, đến tận nơi uý lạo thăm hỏi. Khi đến nơi, viên thuyền trưởng nói là bị ốm, không tiếp kiến được. Ta sai thông ngôn đến thăm; họ cũng sai người đáp lễ, rồi ngay ngày ấy, giương buồm kéo đi. Bọn Trí Phú đem việc tâu lên và nói: "Chợt đến, chợt đi thực không có lễ nghĩa !" Vua phê bảo rằng: "Họ đến, ta không ngăn cản, họ đi, ta không đuổi theo. Lễ phép văn minh có trách gì man di cõi ngoài!"
Hơn 15 năm sau, trong chuyến hành trình đến vùng biển châu Á năm 1845, chiến thuyền Constitution (thường gọi là Old Ironsides) của Hoa Kỳ đã cập bến Đà Nẵng. Thuyền trưởng là John Percival liên lạc với các quan địa phương xin được tiếp xúc với triều Nguyễn để đặt mối giao hảo. Được tin, vua Thiệu Trị tại Huế cử viên ngoại lang Nguyễn Long đi hỏa tốc vào Đà Nẵng hiệp cùng Kinh lịch thuộc viên ở tỉnh là Nguyễn Dụng Giai đến thăm hỏi và làm việc với Percival. Nhưng thay vì gây thêm cảm tình, Percival khi nhận được thư cầu cứu của giám mục Dominique Lefebvre thì chiếm đoạt lấy 3 chiến thuyền và một số người làm con tin, đòi nhà chức trách phải thả Lefebvre. Sự việc không giải quyết được, Percival sai nổ súng bắn lên bờ rồi nhổ neo ra khơi ngày 16 tháng 5, khiến tình hình thêm rắc rối. Nỗ lực bang giao Việt-Mỹ bế tắc.

Theo sử nhà Nguyễn:
Đệ tam kỷ - quyển XLVIII, Thực lục về Hiến tổ chương hoàng đế, Ất Tỵ, Thiệu Trị năm thứ 5 [1845], ... Nước Phú Lãng Sa [Pháp] sai sứ sang tạ. Trước kia người nước ấy là bọn tên Đoan [tên thực là Phê Đô Sa Đê Y], tên Vọng [Giê Du Ni Mô [Jerónimo Hermosilla Vọng]] lẻn đến, lừa dối dụ dỗ nhân dân, bị bắt, phải giam cấm. Vua cho là không biết mà lầm phạm, đều tha cho ; đến đây Quốc trưởng nước ấy ủy Đầu mục là Đô Rắp Lăng đến cửa biển Đà Nẵng dâng thơ trình tạ ; lại nài xin thảm thiết cho người nước ấy là Đô Ni My Cô [Dominique Lefèbvre, tên Việt Nam là Ngãi] hiện đương phải giam. Thự phủ Quảng Nam, Quảng Ngãi là Ngụy Khắc Tuần nói rằng trong thư đưa đến có ý cung kính hòa thuận. Vua cũng sai tha cả. Có người Kinh là bọn Nguyễn Văn Thất, theo tả đạo, ngầm thông tin tức với thuyền nước ngoài, bị bắt, chém bêu đầu rêu rao khắp nơi.

Chưa bao lâu, thuyền Man của nước Hoa Kỳ 花旂 cũng đến cửa biển, trong Kinh phái Viên ngoại lang Nguyễn Long, cùng thuộc viên ở tỉnh là Kinh lịch Nguyễn Dụng Giai đi đến thăm hỏi, bị người Man dọa nạt, mang xuống thuyền. Bọn Long không biết cự lại. Người Man bỗng nhổ neo đi. Khi bọn Long về, đều phải cách lưu.
Thời vua Tự Đức (1850):
Đệ tứ kỷ - quyển V, Thực lục về Dực tông anh hoàng đế, Canh Tuất, năm Tự Đức thứ 3 [1850] (nước Thanh Đạo Quang năm thứ 30). Mùa xuân, tháng giêng, ...
Sứ nước Ma Ly Căn [America, Hoa Kỳ] ở Tây dương là Ba Ly Chì (tên đầu mục ở thuyền) chở 1 chiếc thuyền đến cửa biển Đà Nẵng (thuộc Quảng Nam) nói : mang thư của nước ấy đến tạ lỗi, xin thông thương. (Trong thư nói : 4 năm trước thuyền nước ấy đến nước ta, lên bờ giết người, vua nước ấy đã đem trưởng thuyền làm tội rồi ; nay mong bỏ hết oán cũ đi, cho được thông thương hòa hảo). [Ý nhắc đến việc năm 1845 thời vua Thiệu Trị, chiến thuyền Constitution (thường gọi là Old Ironsides) của Hoa Kỳ đã cập bến Đà Nẵng, do thuyền trưởng là John Percival chỉ huy đã nổ súng gây rối.]

Tỉnh thần Quảng Nam là bọn Ngô Bá Hy (án sát) đem việc ấy tâu lên. Vua sai Tôn Thất Bật là Hậu quân Đô thống lĩnh Tổng đốc Quảng Nam (khi ấy hiện khuyết) chọn 1 người thị vệ, 1 người thông ngôn có tính cẩn tín đến đồn cửa biển tuỳ tiện làm việc. Khi ấy, Bật bàn với bọn Ngô Bá Hy sai thông ngôn là Hoàng Văn Nghị trả lời rằng : thuyền nước ấy từ trước đến nay, không có việc trái phép giết người nào cả. Nhân dân nước ta chuyên nghề làm ruộng trồng dâu, không thích chơi của lạ, nếu có lại buôn cũng không lợi gì, thư này không dám đề đạt lên. Ba Ly Chì nói : nếu không đề đạt lên, thì thuyền nước ấy không dám trở về. Tôn Thất Bật bèn xin tạm nhận thư kia, tuỳ cơ biện bác bắt bẻ. Vua không cho. Ba Ly Chì xin đi chơi núi Ngũ Hành, rồi chở thuyền đi.
Mãi đến năm 1873, lần này do xúc tiến của triều đình nhà Nguyễn, Bùi Viện được vua Tự Đức cử sang Mỹ như một "đại sứ đặc mệnh toàn quyền" để cầu viện tìm cách chống Pháp. Bùi Viện sau đó đã đi qua Yokohama (Nhật Bản) để đáp tàu sang Mỹ, rồi lưu lại đó một năm mới gặp được Tổng thống Ulysses Grant (nhiệm kỳ 1868-1876). Lúc này Pháp và Mỹ đang đụng độ trong trận chiến ở México nên Mỹ cũng tỏ ý muốn giúp một quốc gia đang bị Pháp uy hiếp. Nhưng Bùi Viện không mang theo quốc thư nên không đạt được cam kết chính thức. Vì vậy, ông lại quay về Việt Nam trở lại kinh thành Huế. Có được thư ủy nhiệm của vua Tự Đức, Bùi Viện lại xuất dương một lần nữa. Năm 1875 ông lại có mặt tại Hoa Kỳ. Có trong tay quốc thư nhưng lại gặp lúc Mỹ và Pháp đã hết thù địch nên Ulysses Grant lại khước từ cam kết giúp Đại Nam đánh Pháp.

### Thời Pháp thuộc và Chiến tranh Đông Dương
Ngày 9 tháng 12 năm 1907, Hoa Kỳ thiết lập lãnh sự quán đầu tiên tại Sài Gòn, thuộc địa Đông Dương thuộc Pháp. Mặc dù từ năm 1889, Hoa Kỳ đã có giao thương với thành phố này.
Năm 1919, Nguyễn Ái Quốc đại diện hội "Những người An Nam yêu nước" gửi bản Yêu sách của nhân dân An Nam đến Hội nghị Hòa bình Versailles cho tổng thống Mỹ Woodrow Wilson nhưng không được trả lời.
Đầu thập niên 1940, Cơ quan Tình báo Chiến lược (tiền thân của CIA) của Mỹ đã giúp đỡ Việt Minh thuốc men và một số vũ khí để chống Nhật, đối tượng lúc ấy là kẻ địch của cả Mỹ và Việt Nam. Việt Minh giúp đỡ lực lượng Mỹ về tin tức tình báo và giúp cứu các lính Mỹ rồi chuyển giao cho người Mỹ.
Trong Chiến tranh Đông Dương, Hoa Kỳ viện trợ cho Pháp và đồng minh Quốc gia Việt Nam trong cuộc chiến chống cộng và tái chiếm thuộc địa của họ. Đến cuối chiến tranh, 80% chiến phí chủ yếu của Pháp do Mỹ tài trợ, lên đến 1,5 tỷ USD.
Năm 1947, Hoa Kỳ mở lãnh sự quán tại Hà Nội.
Trong trận Điện Biên Phủ, Mỹ trực tiếp chở khoảng 16 ngàn quân Pháp vào Điện Biên Phủ và hỗ trợ không quân cho quân đội Pháp cùng nhiều thứ khác cũng như sự ủng hộ về mặt ngoại giao. Nhờ điều đó mà thực dân Pháp mới có thể duy trì được cuộc chiến và Quốc gia Việt Nam của những người Việt theo chủ nghĩa dân tộc mới có thể tiếp tục tồn tại.
Ngày 17 tháng 2 năm 1950, Hoa Kỳ nâng cấp Tổng lãnh sự quán tại Sài Gòn thành Sứ quán với Edmund A. Gullion làm Đại biện lâm thời.
Ngày 24 tháng 6 năm 1952, Sứ quán tại Sài Gòn chính thức nâng cấp thành Đại sứ quán với đại sứ là Donald R. Heath.

### Chiến tranh Việt Nam
Trong Chiến tranh Việt Nam, chính phủ Hoa Kỳ hậu thuẫn Việt Nam Cộng hòa chống lại Việt Nam Dân chủ Cộng hòa rồi cả Mặt trận Dân tộc Giải phóng miền Nam Việt Nam khi đất nước bị chia cắt vào năm 1954.
Hoa Kỳ tham gia Hội nghị Genève năm 1954 với một phái đoàn do Bedell Smith làm trưởng đoàn nhưng cũng như phái đoàn Quốc gia Việt Nam, không ký hiệp định. Do đó, Hoa Kỳ không công nhận Việt Nam Dân chủ Cộng hòa và chỉ duy trì quan hệ với Quốc gia Việt Nam.
Khi chính phủ Đệ Nhất Cộng hòa Việt Nam của Tổng thống Ngô Đình Diệm từ chối tổng tuyển cử, Hoa Kỳ cũng ủng hộ lập trường đó. Dựa trên thuyết Domino trong bối cảnh Chiến tranh Lạnh Hoa Kỳ tăng viện trợ cho Việt Nam Cộng hòa. Đến năm 1963 có hơn 16.000 cố vấn quân sự Hoa Kỳ và đến đầu năm 1965 thì Tổng thống Lyndon B. Johnson cho đổ bộ lực lượng Thủy quân lục chiến, chính thức tham chiến. Đến năm 1973, đã có trên 600.000 binh lính Mỹ và đồng minh chiến đấu trên chiến trường miền Nam Việt Nam. Trong cuộc chiến này, quân đội Hoa Kỳ đã gây ra rất nhiều tội ác đối với nhân dân Việt Nam, những tội ác chiến tranh này làm ảnh hưởng tiêu cực đến quan hệ hai nước, và là cơ sở để Việt Nam yêu cầu Hoa Kỳ bồi thường chiến tranh, vụ kiện hậu quả chất độc da cam tại Hoa Kỳ và các hợp tác tẩy trừ chất độc màu da cam ở Việt Nam sau này, trong nỗ lực hàn gắn vết thương chiến tranh giữa hai quốc gia.
Năm 1973, Hoa Kỳ ký Hiệp định Paris với Việt Nam Dân chủ Cộng hòa và rút quân chính quy khỏi miền Nam Việt Nam.
Ngày 29 tháng 4 năm 1975, Hoa Kỳ đóng cửa Đại sứ quán tại Sài Gòn và di tản toàn bộ nhân viên. Đại sứ Hoa Kỳ rời Sài Gòn vào rạng sáng hôm sau.

### Cộng hòa xã hội chủ nghĩa Việt Nam
Cộng hòa miền Nam Việt Nam lên nắm quyền tại miền Nam Việt Nam vào năm 1975, kết thúc Chiến tranh Việt Nam, rồi tái thống nhất với Việt Nam Dân chủ Cộng hòa vào năm 1976 thành Cộng hòa xã hội chủ nghĩa Việt Nam. Cuộc chiến tạo ra sự chia rẽ trong xã hội và chính trị của cả hai nước.
Từ năm 1975 đến năm 1994, Hoa Kỳ cấm vận Việt Nam. Từ năm 1977 đến năm 1978, Việt Nam và Hoa Kỳ đàm phán bình thường hóa quan hệ nhưng thất bại vì bất đồng về bồi thường chiến tranh và người Mỹ mất tích trong chiến tranh. Việt Nam yêu cầu Hoa Kỳ bồi thường những tổn thất mà họ đã gây ra ở Việt Nam, nhưng Hoa Kỳ bác bỏ. Hoa Kỳ cho rằng Việt Nam không thi hành Hiệp định Paris nên họ không bồi thường chiến tranh.
Năm 1993, Hoa Kỳ tuyên bố ngừng cmas các nước khác cho Việt Nam vay tiền trả nợ cho các tổ chức tài chính quốc tế. Năm 1994, Tổng thống Hoa Kỳ Bill Clinton tuyên bố bãi bỏ hoàn toàn cấm vận Việt Nam và lập cơ quan liên lạc giữa hai quốc gia. Ngày 28 tháng 1 năm 1995, Hoa Kỳ thiết lập văn phòng liên lạc tại Hà Nội. Ngày 11 tháng 7 năm 1995, Tổng thống Hoa Kỳ Bill Clinton tuyên bố bình thường hóa quan hệ ngoại giao với Việt Nam. Ngày 5 tháng 8 năm 1995, quan chức ngoại giao hai nước ký kết thỏa thuận mở Đại sứ quán tại thủ đô của hai nước. 
Đại sứ quán Việt Nam tại Washington D.C. mở cửa ngày 5 tháng 8 năm 1995. Đại sứ quán Hoa Kỳ tại Hà Nội mở cửa ngày 6 tháng 8 năm 1995. Tháng 2 năm 1997, Lê Văn Bàng được bổ nhiệm là Đại sứ đầu tiên của Việt Nam tại Hoa Kỳ. Ngày 10 tháng 4 năm 1997, Douglas “Pete” Peterson được bổ nhiệm là Đại sứ đầu tiên của Hoa Kỳ tại Việt Nam
Năm 1997, Việt Nam đồng ý trả cho Hoa Kỳ khoản nợ trị giá 140 triệu USD mà Việt Nam Cộng hòa trước đây vay để đầu tư vào cơ sở hạ tầng.
Năm 2007, Bộ Ngoại giao Việt Nam ban hành công văn 2243/BNG-CM xác nhận tên đầy đủ chính thức Hoa Kỳ là "Hoa Kỳ".
Ngày 6 tháng 7 năm 2015, Tổng Bí thư Nguyễn Phú Trọng thăm chính thức Hoa Kỳ theo lời mời của Tổng thống Obama. Đây là chuyến thăm Hoa Kỳ đầu tiên của người đứng đầu Đảng Cộng sản Việt Nam kể từ khi hai nước thiết lập quan hệ ngoại giao.

Ngày 23 tháng 5 năm 2016, nhân chuyến thăm tới Việt Nam, Tổng thống Hoa Kỳ Barack Obama công bố quyết định dỡ bỏ hoàn toàn cấm vận vũ khí áp đặt đối với Việt Nam kéo dài từ năm 1975, nhưng đề cập thêm rằng việc bán vũ khí còn tùy thuộc vào cam kết của Việt Nam về vấn đề nhân quyền.

## Chủ đề quan hệ ngoại giao

### Nhân quyền
Hoa Kỳ thường bất đồng quan điểm với Việt Nam về vấn đề nhân quyền tại Việt Nam. Đây cũng là một trong những nội dung được tranh luận sôi nổi ở Quốc hội Hoa Kỳ, nhưng nó rất ít khi được đề cập ở Quốc hội Việt Nam. Bất đồng cơ bản là cách hiểu "nhân quyền" của cả hai bên. Trong khi Hoa Kỳ đòi hỏi Việt Nam những quyền cơ bản nhất tương tự như ở quốc gia họ hay một số quốc gia khác thì Việt Nam cho rằng, nhân quyền có những khác biệt tùy theo hoàn cảnh của mỗi quốc gia. Trong năm 2007, chính phủ Việt Nam bắt giam một số người bất đồng chính kiến mà họ cho là đã vi phạm luật pháp Việt Nam, có cả người Mỹ, trong đó có những người gốc Việt. Chính phủ Hoa Kỳ cho rằng mặc dù có những hạn chế tự do ngôn luận (như không cho phép báo chí tư nhân, nghiêm cấm tuyên truyền chống Nhà nước, sự chỉ trích chính phủ hoặc biểu tình/tụ tập đông người bị hạn chế), Việt Nam cũng đã có những tiến bộ đáng kể về mở rộng tự do tôn giáo. Trong năm 2005, Việt Nam đã thông qua luật về tự do tôn giáo, một số nhóm giáo phái, tôn giáo ngoài vòng pháp luật được chính thức công nhận và cho phép hoạt động. Kết quả là, vào tháng 11 năm 2006, Hoa Kỳ đã gạch tên Việt Nam ra khỏi danh sách "Những quốc gia cần quan tâm đặc biệt".
Báo Quân đội Nhân dân của Việt Nam cho rằng Hoa Kỳ đã từng có điều 2385 về tội danh "Advocating overthrow of Government" (tiếng Việt: Vận động lật đổ chính quyền) của Bộ Hình luật Hoa Kỳ quy định: "Bất kỳ ai cố ý hô hào, kích động, khuyến khích lật đổ hoặc phá rối Chính phủ Mỹ và các tổ chức chính quyền cấp dưới đều phải bị tuyên phạt cao nhất tới 20.000USD, hoặc phải ngồi tù 20 năm. Sau khi mãn hạn tù 5 năm cũng không được Chính phủ và các tổ chức khác tin dùng", và Alien and Sedition Acts (tiếng Việt: Đạo luật Phản loạn) năm 1798 quy định: "Việc viết, in, phát biểu hay phổ biến... mọi văn bản sai sự thật, có tính chất xúc phạm hay ác ý chống chính quyền đều là tội…", là những luật có nội dung tương tự những đạo luật Việt Nam mà Hoa Kỳ đang phản đối và cho rằng việc Hoa Kỳ phản đối là tiêu chuẩn kép và là cái cớ để Hoa Kỳ can thiệp nội bộ vào các quốc gia khác. Tuy nhiên báo Quân đội Nhân dân khi tóm lược nội dung của điều 2385 trong Bộ Hình luật Mỹ không nhắc rõ vấn đề phương thức mà chỉ tập trung nhắc rõ vấn đề vận động lật đổ chính quyền và các hình phạt, trong khi điều luật này cấm các hành vi kêu gọi, vận động lật đổ hoặc hủy hoại chính phủ "bằng vũ lực hoặc bạo lực, hoặc nỗ lực để làm như vậy". Còn Alien and Sedition Acts thì đã hết hạn và bị bãi bỏ từ hơn 200 năm trước.
Cuối năm 2012 Bộ Ngoại giao Hoa Kỳ cho ra mắt bản báo cáo thường niên năm 2012, trong đó có nhận xét là tình hình nhân quyền tại Việt Nam, nhất là tự do báo chí và tự do ngôn luận đã có chiều hướng xấu đi vì các biện pháp bắt giam và sách nhiễu những ai thực thi tự do phát biểu quan điểm chỉ trích chính phủ. Việt Nam thường dùng điều 88 "tuyên truyền chống Nhà nước" để truy tố và kết án đương sự.

### Quân sự
Cả hai quốc gia đã có những cuộc thăm viếng của các phái đoàn quân sự.
Hoa Kỳ cũng trợ giúp Việt Nam trong các vụ nâng cấp quốc phòng. Năm 2013, Hoa Kỳ dỡ bỏ lệnh cấm xuất khẩu vũ khí phi sát thương sang Việt Nam. Đến năm 2016 Hoa Kỳ chính thức dỡ bỏ lệnh cấm xuất khẩu vũ khí sát thương cho Việt Nam.
Mỹ chuyển giao tàu tuần tra trọng tải lớn USCGC Morgenthau (WHEC 722) vừa rút khỏi biên chế lực lượng Tuần duyên Mỹ cho phía Việt Nam.

### Biển Đông và chủ quyền
Trong tương quan tranh chấp chủ quyền ở hai quần đảo Hoàng Sa và Trường Sa trên Biển Đông, đại sứ Hoa Kỳ David Shear cho biết "Mỹ có lợi ích quốc gia đối với hòa bình, ổn định ở Biển Đông cũng như về an ninh hàng hải và tự do đi lại. Chúng tôi quan ngại về đe dọa vũ lực và Mỹ ủng hộ tiến trình ngoại giao giữa các nước có quan hệ trực tiếp". Ngoại trưởng Hillary Clinton tuyên bố Hoa Kỳ có lợi ích quốc gia tại Biển Đông và cho rằng "đòi hỏi chủ quyền của Trung Quốc ở Biển Đông vượt quá những gì mà công ước Liên Hiệp quốc về luật biển UNCLOS cho phép". Những tuyên bố này đã làm Trung Quốc không hài lòng và báo chí Trung Quốc đăng nhiều bài chỉ trích "chính sách can thiệp" của Mỹ.
Trong vụ Trung Quốc kéo giàn khoan Hải Dương 981 ra Biển Đông vào tháng 5 năm 2014, Quốc hội Hoa Kỳ thông qua Nghị quyết lên án Trung Quốc.

### Hỗ trợ nhân đạo & hàn gắn hậu quả chiến tranh
Qua những tổ chức phi chính phủ, Hoa Kỳ cũng thường xuyên viện trợ nhân đạo cho Việt Nam trong các lĩnh vực y tế, giáo dục.
Hoa Kỳ và Việt Nam cũng có những đàm phán để khắc phục và hàn gắn những hậu quả từ chiến tranh Việt Nam. Việt Nam tích cực giúp tìm những quân nhân Mỹ mất tích. Việt Nam vẫn ủng hộ các nạn nhân thực hiện vụ kiện hậu quả chất độc màu da cam trong Chiến tranh Việt Nam nhằm đòi các công ty hóa chất sản xuất phải bồi thường thiệt hại. Chính phủ Hoa Kỳ hiện vẫn từ chối trách nhiệm với những nạn nhân này và cho rằng mối liên hệ giữa các khuyết tật và chất độc da cam vẫn "chưa có bằng chứng khoa học". Tuy nhiên vào tháng 5/2007, Quốc hội Hoa Kỳ đã phân bổ khoản ngân sách 3 triệu USD nhằm khắc phục ảnh hưởng của chất độc da cam và môi trường tại một số điểm nóng nhất và năm 2009 tăng lên 6 triệu USD.

### Viện trợ kinh tế và công nghệ
Hoa Kỳ cũng có nhiều viện trợ về kinh tế và chuyển tiếp công nghệ cho Việt Nam.
Tháng 3 năm 2015, Tổng Lãnh sự quán Hoa Kỳ tại Thành phố Hồ Chí Minh ký kết tài trợ không hoàn lại cho công ty TNHH Xây dựng - thương mại - du lịch Công Lý một khoản viện trợ lên đến gần 1 tỷ USD, để thực hiện chương trình nghiên cứu khả thi phát triển nhà máy điện gió Bạc có công suất 300MW.
Cũng trong khuôn khổ của chương trình hỗ trợ của Chính phủ Hoa Kỳ cho Việt Nam với thời gian kéo dài 15 năm, Cơ quan Phát triển Quốc tế của Hoa Kỳ (USAID) sẽ triển khai 75 dự án về các lĩnh vực như hạ tầng giao thông, giáo dục, y tế và đặc biệt là năng lượng sạch.

## Thương mại
Bắt đầu có hiệu lực của Hiệp định Thương mại song phương năm 2001, thương mại hai chiều giữa hai nước được gia tăng, kết hợp với dòng đầu tư quy mô lớn của Hoa Kỳ vào Việt Nam. Trong năm 2006, Hoa Kỳ xuất khẩu 1,1 tỷ USD hàng hóa vào Việt Nam và nhập khẩu 8,6 tỷ USD từ Việt Nam.

## Biên niên sử
- Năm 1787, Thomas Jefferson, khi ấy là đại sứ Hoa Kỳ tại Pháp, tiếp cận Hoàng tử Cảnh để thu thập các giống lúa Việt Nam, tìm cách gieo trồng ở Carolina.[17]
- Ngày 21 tháng 5 năm 1803, thuyền trưởng tàu Fame là Jeremiah Briggs cập bến Turon [Đà Nẵng] để xin vua Gia Long cho thông thương.[17]
- Ngày 7 tháng 6 năm 1817, trung tá hải quân John White của đội tàu Franklin cập bến Vũng Tàu.[17]
- Ngày 3 tháng 7 năm 1831, John Shillaber, đại sứ Hoa Kỳ tại Batavia, gửi báo cáo thương mại ở Việt Nam về Bộ ngoại giao Hoa Kỳ.[17]
- Ngày 27 tháng 1 năm 1832, Bộ trưởng Ngoại giao Hoa Kỳ Edward Livingston cử đặc sứ Edmund Roberts mang theo quốc thư của tổng thống Andrew Jackson đến Việt Nam để thương thuyết thiết lập thương mại.[17]
- Tháng 1 năm 1833, phái bộ do Edmund Roberts dẫn đầu đến Việt Nam đàm phán về việc ký kết hiệp định thương mại Việt Nam - Hoa Kỳ nhưng thất bại.[17]
- Ngày 14 tháng 5 năm 1836, Edmund Roberts lần thứ hai ghé Đà Nẵng để thương thuyết nhưng bệnh nặng và qua đời.[17]
- Ngày 10 tháng 5 năm 1845, thuyền trưởng John Percival của tàu Constitution (thường gọi là Old Ironsides) cập bến Đà Nẵng. Tàu này xảy ra xung đột với chính quyền Việt Nam khi cố gắng giải cứu một cha đạo người Pháp.[17]
- Ngày 25 tháng 2 năm 1850, Joseph Balestier, đại sứ Hoa Kỳ tại Siangapore và kiêm nhiệm đặc sứ Hoa Kỳ tại Việt Nam, ghé Đà Nẵng để xử lý vụ việc của John Percival trước đó, đồng thời xin thiết lập thương mại.[17]
- Ngày 6 tháng 9 năm 1870, bộ ngoại giao Hoa Kỳ bác bỏ ý kiến lập sứ quán Hoa Kỳ tại Sài Gòn.[17]
- Tháng 7 năm 1873, Bùi Viện được vua Tự Đức cử sang Mỹ như một "đại sứ đặc mệnh toàn quyền" nhờ giúp chống Pháp. Tổng thống Ulysses Grant sau đó từ chối.[17]
- Ngày 10 tháng 3 năm 1889, Aimée Fonsales được bổ nhiệm làm tham tán thương mại Hoa Kỳ tại Sài Gòn.[17]
- Ngày 9 tháng 12 năm 1907, Hoa Kỳ thiết lập lãnh sự quán đầu tiên tại Sài Gòn, thuộc địa Đông Dương thuộc Pháp.[28]
- Ngày 19 tháng 6 năm 1919: Nguyễn Ái Quốc gửi bản Yêu sách của nhân dân An Nam cho tổng thống Mỹ Woodrow Wilson nhưng không được phúc đáp.
- Năm 1947, Hoa Kỳ mở lãnh sự quán tại Hà Nội.[28]
- Ngày 17 tháng 2 năm 1950, Hoa Kỳ nâng cấp Tổng lãnh sự quán tại Sài Gòn thành Sứ quán với Edmund A. Gullion làm Đại biện lâm thời.[28]
- Ngày 24 tháng 6 năm 1952, Sứ quán tại Sài Gòn chính thức nâng cấp thành Đại sứ quán với đại sứ là Donald R. Heath.[28]
- Năm 1957, Hoa Kỳ mở lãnh sự quán tại Huế.[28]
- Tháng 7 năm 1969, Tổng thống Richard Nixon thăm Việt Nam Cộng hòa, gặp Tổng thống Nguyễn Văn Thiệu.
- Ngày 30 tháng 4 năm 1975, kết thúc Chiến tranh Việt Nam.
- Từ 1977 đến 1978: Việt Nam và Hoa Kỳ mở đàm phán bình thường hóa quan hệ nhưng không thành khi Việt Nam đòi một ngân khoản bồi thường cho cuộc chiến. Bên Hoa Kỳ bác bỏ điểm đó khiến cuộc thương lượng đi vào bế tắc.[49]
- Ngày 2 tháng 7 năm 1993: Hoa Kỳ tuyên bố không ngăn cản các nước khác cho Việt Nam vay trả nợ tổ chức tài chính quốc tế.
- Ngày 3 tháng 2 năm 1994: Tổng thống Hoa Kỳ Bill Clinton tuyên bố bỏ hoàn toàn cấm vận Việt Nam và lập cơ quan liên lạc giữa hai nước.
- Ngày 11 tháng 7 năm 1995: Tổng thống Bill Clinton tuyên bố bình thường hóa quan hệ ngoại giao với Việt Nam.
- Tháng 8 năm 1995: Việt Nam và Hoa Kỳ khai trương đại sứ quán tại Washington D.C. và Hà Nội, ký thỏa thuận về xử lý nợ của chính quyền Sài Gòn cũ với Bộ trưởng Tài chính Việt Nam Nguyễn Sinh Hùng.
- Từ 22 tháng 10 đến 25 tháng 10 năm 1995: Chủ tịch nước Việt Nam Lê Đức Anh và phu nhân gặp chính thức với Tổng thống Bill Clinton và và phu nhân tại Thành phố New York trong dịp đến Mỹ tham dự lễ kỷ niệm 50 năm thành lập Liên Hợp Quốc. Đại tướng Lê Đức Anh là nguyên thủ nước Việt Nam thống nhất đầu tiên đặt chân đến Hoa Kỳ.
- Ngày 27 tháng 6 năm 1997: Ngoại trưởng Mỹ Madeleine Albright thăm Việt Nam và ký hiệp định thiết lập quan hệ quyền tác giả với Bộ trưởng Bộ Ngoại giao Việt Nam Nguyễn Mạnh Cầm.
- Ngày 12 tháng 5 năm 1997: Việt Nam và Mỹ trao đổi đại sứ lần đầu tiên sau chiến tranh.
- Ngày 11 tháng 3 năm 1998: Tổng thống Bill Clinton lần đầu tuyên bố miễn áp dụng đạo luật bổ sung Jackson-Vanik đối với Việt Nam.
- Từ ngày 30 tháng 9 đến ngày 2 tháng 10 năm 1998: Phó thủ tướng kiêm Bộ trưởng Bộ Ngoại giao Việt Nam Nguyễn Mạnh Cầm lần đầu tiên sau chiến tranh đến thăm chính thức Mỹ.
- Ngày 2 tháng 6 năm 2000: Tổng thống Bill Clinton tiếp tục tuyên bố miễn áp dụng đạo luật bổ sung Jackson-Vanik đối với Việt Nam.
- Ngày 14 tháng 7 năm 2000: Tại Washington D.C., đại diện hai nước ký Hiệp định Thương mại song phương sau nhiều vòng đàm phán.
- Ngày 6 tháng 9 năm 2000: Chủ tịch nước Việt Nam Trần Đức Lương gặp chính thức với Tổng thống Bill Clinton tại Thành phố New York trong dịp tham dự hội nghị Thiên niên kỷ của Liên Hợp Quốc và chính thức mời tổng thống Mỹ đến thăm Việt Nam.
- Từ ngày 16 đến ngày 19 tháng 11 năm 2000: Tổng thống Mỹ Bill Clinton thăm chính thức Việt Nam.
- Ngày 4 tháng 10 năm 2001: Thượng viện Mỹ thông qua Hiệp định Thương mại Việt-Mỹ.
- Ngày 17 tháng 10 năm 2001: Tổng thống George W. Bush phê chuẩn Hiệp định Thương mại Việt-Mỹ.
- Ngày 19-25 tháng 6 năm 2005: Thủ tướng Phan Văn Khải thăm Hoa Kỳ.Tổng thống George W.Bush cũng cam kết ủng hộ Việt Nam gia nhập WTO và nhận lời mời thăm Việt Nam năm 2006.
- Ngày 17-20 tháng 11 năm 2006: Tổng thống George W.Bush đến Việt Nam tham dự APEC.
- Ngày 18-23 tháng 11 năm 2007:Nhận lời mời của Tổng thống Hợp chủng quốc Hoa Kỳ George W. Bush và Phu nhân, Chủ tịch nước Nguyễn Minh Triết và Phu nhân đi thăm chính thức Hợp chủng quốc Hoa Kỳ.
- Ngày 22-26 tháng 6 năm 2008: Thủ tướng Việt Nam Nguyễn Tấn Dũng thăm Hoa Kỳ. Tổng thống George W.Bush tuyên bố ủng hộ chủ quyền, an ninh và toàn vẹn lãnh thổ của Việt Nam.
- Từ 25-27/7/2013, Chủ tịch nước Việt Nam Trương Tấn Sang sang thăm chính thức Hoa Kỳ theo lời mời của Tổng thống Hoa Kỳ Barack Obama. Trong chuyến thăm này, 2 nhà lãnh đạo đã nhất trí nâng cấp quan hệ Việt Nam - Hoa Kỳ lên Đối tác toàn diện.
- Từ ngày 7-7-2015 đến ngày 11-7-2015 diễn ra chuyến thăm Hoa Kỳ của Tổng Bí thư Đảng Cộng sản Việt Nam Nguyễn Phú Trọng theo lời mời của Tổng thống Hoa Kỳ Barack Obama,[50] nhân dịp kỷ niệm 20 năm thiết lập quan hệ ngoại giao Việt Nam – Hoa Kỳ và 40 năm chấm dứt chiến tranh Việt Nam. Đây cũng là chuyến công du chính thức đầu tiên tới Washington của một Tổng Bí thư Đảng Cộng sản Việt Nam.[51]
- Ngày 23/5/2016, Tổng thống Mỹ Barack Obama tuyên bố chính thức dỡ bỏ hoàn toàn lệnh cấm bán vũ khí sát thương với Việt Nam trong cuộc Hội đàm với Chủ tịch nước Việt Nam Trần Đại Quang mở ra mối quan hệ tốt đẹp và ấm dần lên giữa hai nước từng là cựu thù.
- Ngày 29 - 31/5/2017, Thủ tướng Chính phủ Việt Nam Nguyễn Xuân Phúc dẫn đầu Đoàn đại biểu cấp cao Việt Nam thăm chính thức Mỹ theo lời mời của Tổng thống Mỹ Donald Trump.
- Ngày 11 - 12.11/2017, Tổng thống Mỹ Donald Trump thăm cấp nhà nước tới Việt Nam - là Tổng thống Hoa Kỳ đầu tiên thăm Việt Nam trong năm đầu nhiệm kỳ.
- Ngày 26 - 28/2/2019, Tổng thống Mỹ Donald Trump có chuyến thăm (không chính thức) tới Việt Nam để tham dự Hội nghị Thượng Đỉnh Mỹ-Triều lần 2[52]
- Ngày 10 - 11/9/2023, Tổng thống Mỹ Joe Biden thăm cấp nhà nước tới Việt Nam - là Tổng thống Hoa Kỳ đầu tiên thăm Việt Nam theo lời mời của Tổng Bí thư Ban Chấp hành Trung ương Đảng Cộng sản Việt Nam Nguyễn Phú Trọng[53]. Trong chuyến thăm đặc biệt này, 2 nhà lãnh đạo cao nhất của hai nước đã nhất trí nâng cấp quan hệ Việt Nam - Hoa Kỳ lên Đối tác Chiến lược Toàn diện.[54]